# Halit Ziya Uşaklıgil

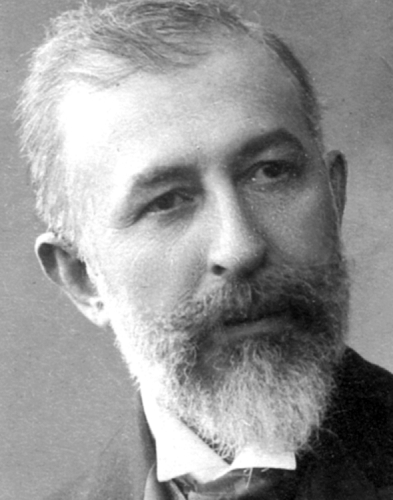
Halit Ziya Uşaklıgil

Halit Ziya Uşaklıgil (Istanboel, 1865 – aldaar, 1945) was een Turkse schrijver.  

## Levensloop
Uşaklıgil bracht zijn jeugd door in İzmir. Hij groeide op in een milieu met een brede culturele belangstelling en maakte dankzij zijn vader kennis met zowel de traditionele, Osmaanse en islamitische cultuur als de westerse. Na de middelbare school publiceerde hij zijn eerste tijdschriftartikelen en vertaalde hij korte verhalen uit het Frans. Hij keerde terug naar Istanboel en sloot zich aan bij de aanhangers van de Nieuwe Literatuur, een literaire westers georiënteerde beweging die eind negentiende eeuw ontstond en zich verzamelde rond het in 1891 opgerichte tijdschrift Servet-i Fünûn (Schat der wetenschappen), dat een toonaangevend literair periodiek werd.
Hij was een productief schrijver. Naast zijn ambtelijke functies in de bovenlaag van de bureaucratie en zijn werk aan de universiteit, waar hij literatuur doceerde, schreef hij meer dan 150 korte verhalen, 6 romans, toneelstukken, memoires en een groot aantal artikelen en publicaties op het gebied van literatuur. Het bekendst is hij als auteur van de romans Mai ve siyah (Het blauw en het zwart) en Aşk-ı Memnu (Verboden liefde). Laatstgenoemde verscheen in de periode 1898-1900 als feuilleton in Servet-i Fünûn en kwam in 1900 in boekvorm uit en is de eerste op westerse leest geschoeide Turkse roman. De roman verscheen in 2008 voor het eerst in Nederlandse vertaling.